# Cena Josefa Vavrouška
Cena Josefa Vavrouška je ocenění v oblasti životního prostředí a udržitelného rozvoje udílené v České republice. Je udělována každoročně od roku 1996. Cenu založila a udílela Nadace Charty 77 a od roku 2005 jí udílela společně s Nadací Partnerství. Od roku 2014 Cenu Josefa Vavrouška uděluje Nadace Partnerství samostatně. Cena je udílena na počest předního českého ekologa Josefa Vavrouška, který tragicky zahynul v roce 1995 při pádu laviny ve slovenských Roháčích.
Smyslem Ceny Josefa Vavrouška je ocenit konkrétní činy pro zdravé životní prostředí a udržitelný rozvoj. Josef Vavroušek byl jako federální ministr životního prostředí jedním z hlavních představitelů konceptu trvale udržitelného života nejen v České republice, ale i v rámci celé Evropy. Jeho odkaz zůstává dodnes inspirací k většímu respektu vůči životnímu prostředí.
Bývá vyhlašována každoročně kolem 5. června, který je světovým Dnem životního prostředí.

## Kategorie cen
Ocenění se během let rozrostlo do více kategorií:
- Cena za dlouhodobý přínos pro osobnosti, za kterými stojí celoživotní práce v environmentální oblasti.
- Cena za výjimečný počin za konkrétní, mimořádné počiny v environmentální oblasti v posledních pěti letech.
- Cena Ekozásek roku Nadace Partnerství pro mladé osobnosti do 26 let věku a jejich práci na poli ochrany životního prostředí.
- Součástí slavnostního udílení cen v roce 2024 a 2025 byla i samostatná Cena ministra životního prostředí.

Všechny laureáty i nominované lze najít v databázi osobností, kterou spravuje Nadace Partnerství.

## Laureáti Ceny Josefa Vavrouška

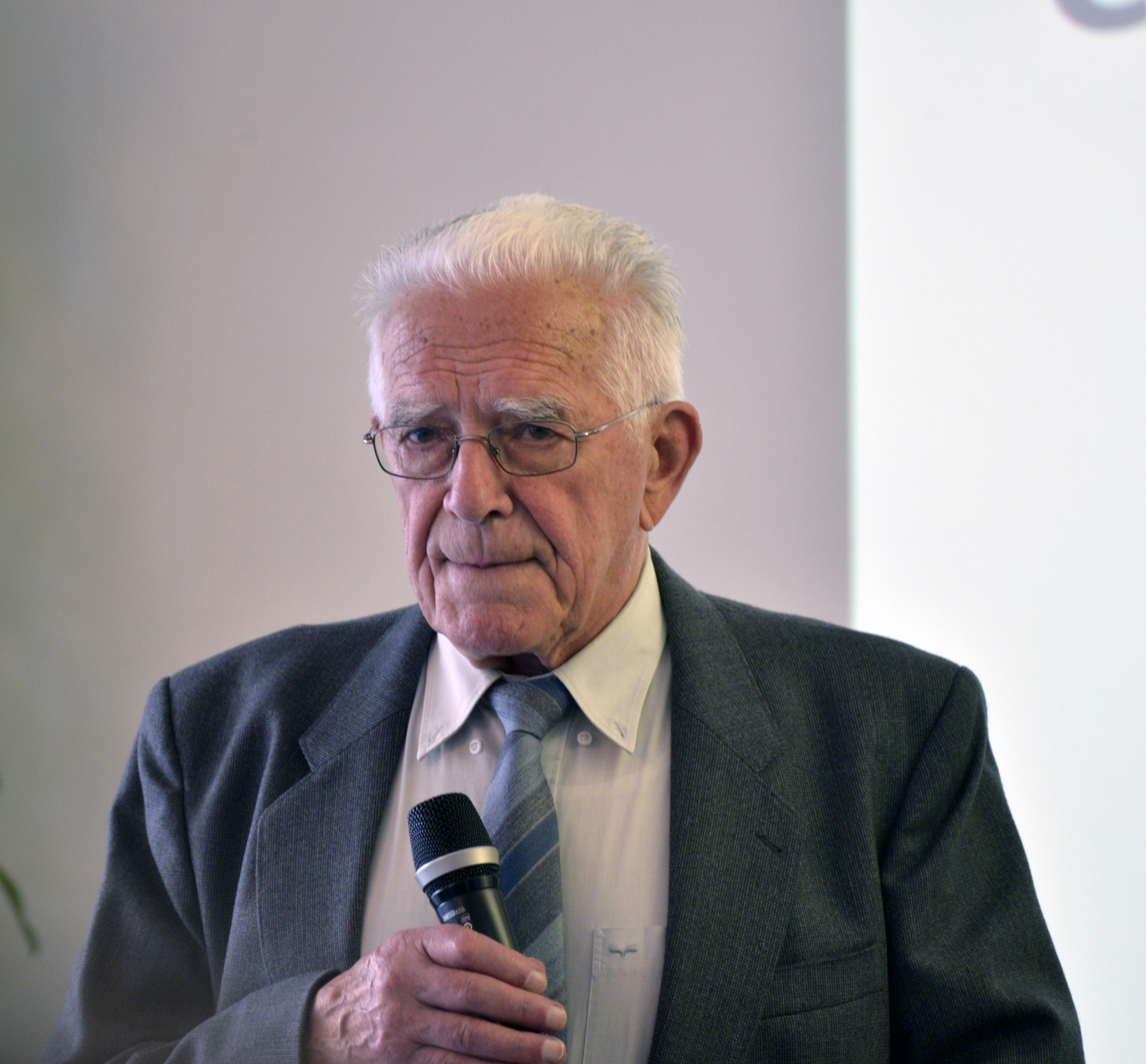
prof. Josef Fanta, laureát roku 2014

- 1996 – Mikuláš Huba a Erazim Kohák
- 1997 – Eliška Nováková
- 1998 – Hana Librová
- 1999 – Igor Míchal
- 2000 – Ľubica Trubíniová a Aleš Máchal
- 2001 – Jan Jeník
- 2002 – Ivan Rynda
- 2003 – Svatomír Mlčoch
- 2004 – Bohuslav Blažek (in memoriam), Hana a Jiří Kulichovi
- 2005 – Jan Bouchal (in memoriam), Yvonna Gaillyová
- 2006 – Karel Hudec a Pavel Franc
- 2007 – Ivan Dejmal (in memoriam) a Miroslav Janík
- 2008 – Miroslava Knotková a Antonín Buček
- 2009 – Vladimír Buřt, Adri van Westerop (in memoriam) a Raymond Aendekerk
- 2010 – Martin Říha[5]
- 2011 – Pavel Šremer[6] a Martin Bursík[7]. Speciální cena pro Evropskou hospodářskou komisi OSN[8]
- 2012 – Ivana Jongepierová a Jan Jongepier[9]
- 2013 – Petr Pakosta (ekolog)
- 2014 – Josef Fanta[10]
- 2015 – za dlouhodobý přínos – Bedřich Moldan, za výjimečný počin – Daniel Pitek[11]
- 2016 – za dlouhodobý přínos – Jaromír Bláha, za výjimečný počin – Libor Musil[12]
- 2017 – za dlouhodobý přínos – Ludvík Kunc, za výjimečný počin – Robin Böhnisch[13]
- 2018 – za dlouhodobý přínos – Ivan Makásek, za výjimečný počin – Dalibor Dostál, zvláštní ocenění poroty za výjimečný počin pro hnutí Fridays for Future a občanskou platformu Limity jsme my[14]
- 2019 – za dlouhodobý přínos – Jiří Dlouhý, za výjimečný počin – Jana Drápalová, cena za Ekozásek – Kristina Klosová (in memoriam) a Anna a Eliška Víravovy[15]
- 2020 – za dlouhodobý přínos – Hana Korvasová, za výjimečný počin – Stanislav Pernický, cena za Ekozásek – Michael Mikát.[16]
- 2021 – za dlouhodobý přínos – Mojmír Vlašín, za výjimečný počin – Jiří Malík, cena za Ekozásek – Ludmila Kozlová.[17]
- 2022 – za dlouhodobý přínos – Pavel Bezouška, za výjimečný počin – Ondřej Přibyla, cena za Ekozásek – Ondřej Žák.[18]
- 2023 – za dlouhodobý přínos – Jan Květ, za výjimečný počin – Petra Kolínská, cena za Ekozásek – Martin Trávníček. Cenu ministra životního prostředí získal Jiří Jiránek.[19]
- 2024 – za dlouhodobý přínos – Michal Bartoš, za výjimečný počin – Ivana Bufková, cena za Ekozásek – Rozárie Haškovcová. Cenu ministra životního prostředí získala Jitka Nováčková.[20]